# Тит Статілій Тавр
Тит Статі́лій Тавр (лат. Titus Statilius Taurus, 60 рік до н. е. — 10 рік н. е.) — політичний та військовий діяч Римської імперії, консул 26 року до н. е.

## Біографія
Походив з роду нобілів Статіліїв. Народився у Римі у родині Тита Статілія Тавра. Про молоді роки мало відомостей.
Кар'єру свою розпочав, підтримуючи Октавіана. Завдяки цьому у 37 році до н. е. став консулом-суфектом. Брав активну участь у приборканні одного з тріумвірів — Марка Емілія Лепіда. Після цього з 36 до 34 року як проконсул керував провінцією Африка. у 34 році до н. е. брав участь у війні, яку вів Октавіан Август в Ілірику та Далмації.
У битві при Акції у 31 році до н. е. Статілій очолював війська Октавіана на суходолі. Брав участь у захоплені Єгипту. Згодом у 29 році до н. е. очолював війська у війні проти кантабрів та астурів у північній Іспанії. Цього ж року за наказом Тита Статілія було побудовано перший кам'яний амфітеатр на Марсовому полі у Римі. У зв'язку з цим й отримав назву Амфітеатр Статілія Тавра.
У 26 році до н. е. його обрано консулом разом з Октавіаном Августом. Після цього припинив брати участь у війнах, займаючись здебільшого державними справами. З 16 до 10 року до н. е. обіймав посаду префекта Риму. Незабаром після цього повністю відійшов від справ.

## Родина
Дружина — Корнелія Сізена
Діти:
- Тит Статілій Тавр, монетарій
- Тит Статілій Тавр, консул 11 року.
- Сізенна Статілій Тавр, консул 16 року
- Статілія Пізоніс, дружина Луція Кальпурнія Пізона Авгура
- Статілія Молодша